# Eliška Balzerová
Eliška Balzerová (születési neve: Eliška Havránková, névváltozata: Eliška Havránková-Balzerová) (Vsetín, 1949. május 25. –) cseh színésznő. Az NSZK-ban 1982 márciusában megkapta a Bambi-díjat a Kórház a város szélén c. filmsorozatban nyújtott alakításáért.
1986-ban elnyerte a Plovdivi Nemzetközi Televíziós Filmfesztivál legjobb női alakítás díját az R. Székely Julianna riportregényéből Málnay Levente által rendezett Krízis című tévéfilmben játszott szerepéért.

## Élete
1949. május 25-én született Vsetínben. 1974-ben feleségül ment Jan Balzerhoz, aki később filmproducer lett, és ezután a házasságával szerzett nevét használta. 1976-ban megszületett a fia, Jan, aki gyógyszerész lett, majd 1983-ban világra hozta Adéla lányát, aki pedig színházi dramaturg lett.
A Kórház a város szélén című tévésorozat hozta meg számára már fiatalon az ismertséget és az elismertséget nem csak Csehszlovákiában, hanem a határokon kívül is. Az NSZK-ban 1982 márciusában megkapta a Bambi-díjat a Kórház a város szélén c. filmsorozatban nyújtott alakításáért, amelyet Münchenben adtak át. Egy 2013-as riportban erre így emlékezett vissza: „Ott nagy ünneplésben volt részem. A város egyik legpompásabb szállodájában az év televíziós díjainak átadása. A németek úgy írtak erről, hogy ez az európai Oscar-ceremónia. Itthon még csak háromsoros hírként sem szerepelt a lapokban. 1982-ben nem büszkélkedhettünk ilyen nyugati díjjal. De alighogy hazaértem, már hívtak is a Cseh Televízióból, hogy vigyem be, és adjam le a díjat. »Ha kell, szívesen megmutatom – mondtam –, de a kezemből nem adom ki.« Így maradt az enyém a müncheni Bambi, és most ott áll a Nők kísértésben Vilmájáért kapott Cseh Oroszlán mellett.”
1986-ban elnyerte a Plovdivi Nemzetközi Televíziós Filmfesztivál legjobb női alakítás díját az R. Székely Julianna riportregényéből Málnay Levente által rendezett Krízis című tévéfilmben játszott Nagy doktornő szerepéért. 
A már idézett 2013-as riportban így vallott erről: „Meghívtak a fesztiválra egy cseh alkotással, a díjkiosztó napját azonban nem vártuk meg, mivel tudtuk, hogy nem nyertünk. Már itthon voltam, amikor közölték velem, hogy a Krízissel nyertem. A cseh lapok meg is írták: »Eliška Balzerovát, sajnos, nem a mi filmünkért díjazták, hanem egy magyar rendező munkájáért.«”

## Főbb színházi szerepei
- Shaw: Warrenné mestersége (Vivie)
- Shakespeare: Lear király (Regan)
- Shakespeare: Rómeó és Júlia (Montague-né/Capuletné)
- Ibsen: Peer Gynt (Anitra)
- Csehov: Három nővér (Natalja Ivanovna)
- Christopher Isherwood–John Kander: Kabaré (Schneider kisasszony)

## Filmszerepek

### Játékfilmek
- Játéktér (Jana) (1976)
- Főúr, tűnés! (Vera, elárusítónő) (1981)
- A férfikaland elmarad (Veled szép az élet) (Dáša Adámková) (1983)
- Öklök a sötétben (Ema Gabrielová) (1987)
- Nők kísértésben (Vilma Válová) (2010)
- Tigris elmélet (Olga) (2016)

### Tévéfilmek
- Kórház a város szélén (Alžběta Čeňková doktornő) (1978–1981)
- Napfény a hinta felett (Történész) (1981)
- Krízis (Nagy doktornő) (1984)[11]
- A Mikulás itt jár-kel a városban (Főnővér) (1992)
- Kórház a város szélén 20 év múlva (Alžběta Čeňková doktornő) (2003)                                * A papa Volgája (2018) Eva

## Díjak és jelölések

### Díjai
- Bambi-díj (1982) – Kórház a város szélén c. filmsorozatban nyújtott alakításáért
- A Plovdivi Nemzetközi Televíziós Filmfesztivál legjobb női alakítás díja (1986) – a Krízis c. tévéfilmben (írta: R. Székely Julianna, r.: Málnay Levente) nyújtott alakításáért
- Cseh Oroszlán-díj (2010) – A legjobb női mellékszereplőnek a Jiří Vejdělek rendezte Nők kísértésben c. filmben Vilma Válová szerepéért

### Jelölések
- 2017-ben Cseh Oroszlán-díjra jelölték a legjobb női szereplő kategóriában a Radek Bajgar rendezte Tigris elmélet c. film Olga szerepéért